# Alfta finnskog
Alfta finnskog är en del av sydvästra Hälsinglands finnskog. Alfta finnskog indelades i Alfta norra finnskog och Alfta södra finnskog. Alfta södra finnskog domineras av sjöar som Amungen, Mållången och Fläten. Mållongen avvattnas genom Flaxnan som rinner ut i Voxnan. På gränsen till Dalarna ligger bruksorten Svabensverk.
Under 1500-talet koloniserades det vidsträckta skogsområdet av finnar som av hertig Karl (sedermera Karl IX) under sex år lovats skattefrihet om de uppodlade delar av det stora obebyggda skogsområde som dominerade i norra och mellersta Sverige. Många finnar sökte sig till de vidsträckta skogarna söder om Alfta där de skulle få ägna sig åt jakt och fiske så mycket de ville. Ett av de första områden som koloniserades av inflyttade finnar på Alfta södra finnskog var Södra Flät, belägen nära gränsen mot Dalarna. De finnar som koloniserade området var s.k. svedjefinnar. 
I början av 1600-talet bosatte sig finnen Erik Jöransson i Södra Flät. Ungefär samtidigt lär Norra Flät, med hänförande utsikt över Amungen,  ha anlagts. År 1613 slog sig en finne, även han vid namn Jöransson, ner i den lilla byn Gullberg. Granön i sjön Mållongen bebyggdes redan under 1600-talet troligen av finnar. Skålsjön beboddes redan år 1598 av en finne vid namn Mickel Mickelsson från Tavastehus. Två finnar, Knut och Anders Mattsson, bosatte sig på Grannäs och fick 1613 sitt fastobrev av Gustav II Adolf.
Efter år 1648 avstannade praktiskt taget all flyttning av finnar till den västra rikshalvan och i Alfta lär det då ha funnits 24 finnar. De levde av jakt, fiske och genom svedjebruk odlade de råg och rovor. Nya lagar som försvårade finnarnas situation kom vid den tiden för nu började skogen få ett högre värde.  än i dag finns det namn som påminner om den finska tiden på Alfta finnskog. I närheten av Flät-byarna ligger till exempel de små tjärnarna Paskalamm och Hangaslamm.
Innan finnarna kom till Alfta var detta ett vidsträckt ödeområde. Genom området gick en vandringsled som förband mellersta och norra Sverige med varandra. Vintertid gick leden från Hedemora över sjöarna Balungen, Amungen, Fläten och Mållongen mot Alfta för att sedan fortsätta till Nidaros i Norge. Sommartid gick leden över Svabensverk, Skålsjön och Mållongstuga. Här gick bland annat munkar som önskade besöka Olov den heliges grav. Under 1300-talet byggdes enkla raststugor utefter leden. En uppfördes på order av kung Birger Magnusson. Den var belägen på ett näs i sjön Mållongen – platsen heter Mållongstuga. Byn Dalstuga har en liknande historia. 
En mycket gammal plats på Alfta finnskog är Mållongstad vid sjön Mållongen. Den första fasta befolkningen tros ha varit bosatt i Mållongstad redan omkring 1380 då en man vid namn Stefan Kristiansson slog sig ned där. Under 1500-talets första hälft lär en fiskarlapp vid namn Torkel Torkelson ha levt på denna plats.
Flätsbo vid sjön Fläten lär ha anlagts under 1700-talet som en fäbod för Alfta-bönderna. Flätsbo kom senare att bli så kallat vallvaktarboställe. Skräddrabo anlades ursprungligen 1645 som en fäbod. I dag finns på denna plats ett finnskogsmuseum som drivs av Maths Östberg. Getryggen ligger på gränsen mellan Dalarna och Hälsingland vid den stora sjön Amungen. Här har människor troligen bott sedan stenåldern.
Alfta finnskog har skildrats av två författare: Carl-Emil Englund  från Flätsbo och Hans Lidman från Edsbyn.